# Dendrochilum gravenhorstii
Dendrochilum gravenhorstii är en orkidéart som beskrevs av Johannes Jacobus Smith. Dendrochilum gravenhorstii ingår i släktet Dendrochilum och familjen orkidéer. Inga underarter finns listade i Catalogue of Life.